# La Roque-d'Anthéron
La Roque-d'Anthéron è un comune francese di 5 213 abitanti situato nel dipartimento delle Bocche del Rodano della regione della Provenza-Alpi-Costa Azzurra.

## Monumenti e luoghi d'interesse
Nel territorio comunale si trova l'Abbazia di Silvacane, pregevole esempio di architettura cistercense.

## Cultura
La Roque-d'Anthéron è sede di un prestigioso festival pianistico annuale.

## Società

### Evoluzione demografica
Abitanti censiti